# Didelotia
Didelotia là một chi thực vật có hoa trong họ Đậu.

## Các loài
- Didelotia africana Baill.
- Didelotia afzelii Taub.
- Didelotia brevipaniculata J.Leonard
- Didelotia engleri Dinkl. & Harms
- Didelotia engleriniculata J.Leonard
- Didelotia idae Oldeman & al.
- Didelotia ledermannii Harms
- Didelotia letouzeyi Pellegr.
- Didelotia minutiflora (A.Chev.) J.Leonard
- Didelotia morelii Aubrev.
- Didelotia pauli-sitai Letouzey
- Didelotia unifoliolata J.Leonard